# Virginia Slims of Houston 1994
Il  Virginia Slims of Houston 1994 è stato un torneo di tennis giocato sulla terra rossa. È stata la 24ª edizione del torneo, che fa parte della categoria Tier II nell'ambito del WTA Tour 1994. Si è giocato al Westside Tennis Club di Houston negli USA dal 21 al 27 marzo 1994.

## Campionesse

### Singolare
Sabine Hack ha battuto in finale  Mary Pierce con il punteggio di 7–5, 6–4

### Doppio
Manon Bollegraf /  Martina Navrátilová hanno battuto in finale  Katrina Adams /  Zina Garrison-Jackson con il punteggio di 6–4, 6–2